# Sundini
Sundini és un estret natural de les illes Fèroe que separa les illes de Streymoy i Eysturoy. Sundini és el plural de sund, que significa "estret" en feroès.
La regió a banda i banda del Sundini s'ha anomenat tradicionalment Sundalagið, i coincideix parcialment amb el nord de l'actual terme municipal de Sunda.
El Sundini té una llargada de 40 km. Kollafjørður (oest) i Morskranes (est) són les poblacions que limiten l'estret de Sundini pel sud; en aquest punt es converteix en el Tangafjørður. Tjørnuvík (oest) i Eiði (est) són els pobles que el limiten pel nord, on l'estret es troba amb l'Atlàntic
El Sundini és conegut per les seves fortes corrents marines, que li han donat nom a l'illa de Streymoy (illa dels corrents). El punt més estret és anomenat Streymin (el corrent) i es troba al poble de Oyrarbakki; aquí s'hi va construir el 1973 el pont de Streymin, de 220 m de longitud.